# Zemnick
Zemnick este o comună din landul Saxonia-Anhalt, Germania.